# Phoenix Suns 1971-1972
La stagione NBA 1971-1972 fu la 4ª stagione della storia dei Phoenix Suns che si concluse con un record di 49 vittorie e 33 sconfitte nella regular season, il 3º posto nella Midwest Division, e il 5º posto nella Western Conference.
La squadra non riuscì a qualificarsi per i playoff del 1972.

## Draft
| Giro | Scelta | Giocatore  | Posizione | Nazionalità | Università/Club |
| ---- | ------ | ---------- | --------- | ----------- | --------------- |
| 1    | 14     | John Roche | playmaker | Stati Uniti | South Carolina  |

## Regular season
| Squadra         | V  | P  | %    | GB |
| --------------- | -- | -- | ---- | -- |
| Milwaukee Bucks | 63 | 19 | 76,8 | -  |
| Chicago Bulls   | 57 | 25 | 69,5 | 6  |
| Phoenix Suns    | 49 | 33 | 59,8 | 14 |
| Detroit Pistons | 26 | 56 | 31,7 | 37 |

## Play-off
Non qualificata

## Roster
| N° | Naz.                   | Ruolo | Sportivo         | Anno | Alt. | Peso |
| -- | ---------------------- | ----- | ---------------- | ---- | ---- | ---- |
| 1  | Stati Uniti (bandiera) | G     | Mo Layton        | 1948 | 185  | 82   |
| 5  | Stati Uniti (bandiera) | GA    | Dick Van Arsdale | 1943 | 196  | 95   |
| 10 | Stati Uniti (bandiera) | GA    | Fred Taylor      | 1948 | 196  | 82   |
| 10 | Stati Uniti (bandiera) | G     | Jeff Webb        | 1948 | 193  | 77   |
| 11 | Stati Uniti (bandiera) | G     | Clem Haskins     | 1943 | 191  | 88   |
| 16 | Stati Uniti (bandiera) | AC    | Lamar Green      | 1947 | 201  | 95   |
| 23 | Stati Uniti (bandiera) | G     | Art Harris       | 1947 | 193  | 84   |
| 25 | Stati Uniti (bandiera) | GA    | John Wetzel      | 1944 | 196  | 86   |
| 29 | Stati Uniti (bandiera) | AC    | Paul Silas       | 1943 | 201  | 100  |
| 31 | Stati Uniti (bandiera) | AC    | Mel Counts       | 1941 | 213  | 104  |
| 33 | Stati Uniti (bandiera) | GA    | Charlie Scott    | 1948 | 196  | 79   |
| 34 | Stati Uniti (bandiera) | AC    | Otto Moore       | 1946 | 211  | 93   |
| 41 | Stati Uniti (bandiera) | C     | Neal Walk        | 1948 | 208  | 100  |
| 42 | Stati Uniti (bandiera) | AC    | Connie Hawkins   | 1942 | 203  | 95   |

## Staff tecnico
- Allenatore: Cotton Fitzsimmons
- Preparatore atletico: Joe Proski

### Arrivi/partenze
Mercato e scambi avvenuti durante la stagione:
Arrivi
| N° | Naz.                   | Ruolo | Sportivo      |  | Alt. |  |
| -- | ---------------------- | ----- | ------------- |  | ---- |  |
| 10 | Stati Uniti (bandiera) | G     | Jeff Webb     |  |      |  |
| 33 | Stati Uniti (bandiera) | G     | Charlie Scott |  |      |  |

Partenze
| N° | Naz.                   | Ruolo | Sportivo    |  | Alt. |  |
| -- | ---------------------- | ----- | ----------- |  | ---- |  |
| 10 | Stati Uniti (bandiera) | G     | Fred Taylor |  |      |  |

## Premi e onorificenze
- Paul Silas incluso nell'All-Defensive Second Team